# Pebekkamen
Pebekkamen fue un funcionario del antiguo Egipto durante el reinado del faraón Ramsés III de la dinastía XX. Junto con el funcionario Mesedsure y la reina secundaria Tiye, fue uno de los principales conspiradores en la conspiración del harén, un complot para derrocar a Ramsés.: 416  La conspiración, organizada principalmente por Tiye, pretendía deponer o asesinar a Ramsés III y colocar al príncipe Pentaur, su hijo y el de Ramsés, en el trono en lugar de su medio hermano mayor Ramsés IV.: 416 

El Papiro judicial de Turín indica que antes de su detención, Pebekkamen había servido como jefe de cámara a Ramsés.: 416  Al igual que los nombres de muchos otros conspiradores mencionados en el Papiro Judicial, "Pebekkamen" es en realidad un pseudónimo peyorativo que refleja su execrable comportamiento; su verdadero nombre nunca se revela.: 421 
De sus crímenes, los registros de la corte dicen:

Lo trajeron por su connivencia con Tiy y las mujeres del harén. Hizo causa común con ellas, y comenzó a sacar sus palabras a sus madres y a sus hermanos que estaban allí, diciendo: "¡Agita al pueblo! Incitad a los enemigos a la hostilidad contra su señor". Fue puesto ante los grandes nobles del tribunal de examen; examinaron sus crímenes; comprobaron que los había cometido. Sus crímenes lo embargaron; los nobles que lo examinaron hicieron que se le juzgara.: 427 

Tras su juicio, Pebekkamen fue ejecutado por muerte en la hoguera, un método que conllevaba un estigma especial, ya que se creía que impedía al ejecutado pasar a la  otra vida.

## En la cultura popular moderna
Pebekkamen aparece como Gran Espía en el juego de ordenador de  estrategia por turnos Civilization IV.